# 金鐘獎綜藝節目獎得獎列表
金鐘獎綜藝節目獎是由文化部影視及流行音樂產業局在臺灣舉辦的現行頒發獎項，1980年首屆金鐘獎設綜藝節目獎，1978年獎項名稱為優良電視節目獎：大眾娛樂性節目最佳獎。

## 歷屆得獎暨入圍名單
|  | 獲獎者 |

### 優良電視節目獎：大眾娛樂性節目獎（第9屆~第14屆）
| 年度 （屆數）   | 電視作品                                  |
| --------------- | ----------------------------------------- |
| 1973 （第9屆）  | 《世界自由日戰鬥晚會》／中華電視臺        |
| 1974 （第10屆） | 《萬壽無疆》／三台聯播                    |
| 1975 （第11屆） | 《國慶特別節目 普天同慶》／台灣電視公司   |
| 1976 （第12屆） | 《五燈獎 暑期兒童才藝競賽》／臺灣電視公司 |
| 1977 （第13屆） | 《造福鄉里》／中華電視台                  |
| 1978 （第14屆） | 《錦繡年華》／台灣電視公司                |

### 綜藝節目獎（第15屆~第24屆）
| 年度 （屆數）   | 電視作品                       |
| --------------- | ------------------------------ |
| 1980 （第15屆） | 《綜藝100》／中華電視台        |
| 1980 （第15屆） | 《銀河璇宮》／台灣電視公司     |
| 1981 （第16屆） | 《小人物狂想曲》／台灣電視公司 |
| 1981 （第16屆） | 《三百六十行》／台灣電視公司   |
| 1981 （第16屆） | 《綜藝100》／中華電視台        |
| 1982 （第11屆） | 《綜藝100》／中華電視台        |
| 1983 （第18屆） | 《臨風高歌》／中華電視台       |
| 1983 （第18屆） | 《嬌嬌星期六》／中華電視台     |
| 1983 （第18屆） | 《鬱金香》／臺灣電視公司       |
| 1984 （第19屆） | 《綜藝100》／中華電視台        |
| 1984 （第19屆） | 《大綜藝》／中國電視公司       |
| 1984 （第19屆） | 《我愛紅娘》／臺灣電視公司     |
| 1985 （第20屆） | 《周末八點》／中國電視公司     |
| 1985 （第20屆） | 《我愛紅娘》／臺灣電視公司     |
| 1985 （第20屆） | 《飛上彩虹》／中國電視公司     |
| 1986 （第21屆） | 《周末派》／中華電視台         |
| 1986 （第21屆） | 《黃金拍檔》／中國電視公司     |
| 1987 （第22屆） | 《黃金五線譜》／中國電視公司   |
| 1987 （第22屆） | 《連環泡》／中華電視台         |
| 1987 （第22屆） | 《週末派》／中華電視台         |
| 1988 （第23屆） | 《飛揚的音符》／中國電視公司   |
| 1988 （第23屆） | 《我愛彩虹》／臺灣電視公司     |
| 1988 （第23屆） | 《歡樂週末派》／中華電視台     |
| 1989 （第24屆） | 《八分音符》／台灣電視公司     |
| 1989 （第24屆） | 《大開眼界》／中國電視公司     |
| 1989 （第24屆） | 《飛揚的音符》／中國電視公司   |

### 最佳綜藝節目獎（第25屆）
| 年度 （屆數）   | 電視作品                                             |
| --------------- | ---------------------------------------------------- |
| 1990 （第25屆） | 《女人女人》／中國電視事業股份有限公司               |
| 1990 （第25屆） | 《第一現場》／廣播電視事業發展基金公共電視節目製播組 |
| 1990 （第25屆） | 《連環泡》／中華電視公司                             |

### 電視綜藝節目獎（第26屆）
| 年度 （屆數）   | 電視作品                         |
| --------------- | -------------------------------- |
| 1991 （第26屆） | 《連環泡》／中華電視股份有限公司 |
| 1991 （第26屆） | 《女丑劇場》／臺灣電視公司       |
| 1991 （第26屆） | 《今晚有約》／中華電視公司       |

### 綜藝節目獎（第27屆～第35屆）
| 年度 （屆數）   | 電視作品                                   |
| --------------- | ------------------------------------------ |
| 1992 （第27屆） | 《女人女人》／中國電視事業股份有限公司     |
| 1992 （第27屆） | 《連環泡》／中華電視公司                   |
| 1992 （第27屆） | 《綜藝萬花筒》／中華電視公司               |
| 1993 （第28屆） | 《江山萬里情》／中華電視股份有限公司       |
| 1993 （第28屆） | 《玫瑰之夜》／臺灣電視公司                 |
| 1993 （第28屆） | 《浪漫的樂章》／臺灣電視公司               |
| 1995 （第30屆） | 《天生贏家》／中華電視股份有限公司         |
| 1995 （第30屆） | 《超級星期天》／臺灣電視公司               |
| 1995 （第30屆） | 《綜藝總動員》／中華電視公司               |
| 1997 （第32屆） | 《超級星期天》／中華電視股份有限公司       |
| 1997 （第32屆） | 《金嗓金賞》／ 中國電視公司                |
| 1997 （第32屆） | 《玫瑰之夜》／臺灣電視公司                 |
| 1997 （第32屆） | 《超級廣告》／超級傳播公司                 |
| 1997 （第32屆） | 《龍兄虎弟》／臺灣電視公司                 |
| 1999 （第34屆） | 《超級星期天》／中華電視股份有限公司       |
| 1999 （第34屆） | 《非常男女》／中國電視事業股份有限公司     |
| 1999 （第34屆） | 《玫瑰之夜》／臺灣電視事業股份有限公司     |
| 1999 （第34屆） | 《勁碟爆唱》／聯意製作股份有限公司         |
| 1999 （第34屆） | 《戀愛講義》／中華電視股份有限公司         |
| 2000 （第35屆） | 《超級星期天》／中華電視股份有限公司       |
| 2000 （第35屆） | 《台灣最美麗的聲音》／三立影視股份有限公司 |
| 2000 （第35屆） | 《我猜我猜我猜猜猜》／中國電視公司         |
| 2000 （第35屆） | 《音樂愛情故事》／TVBS-G                   |
| 2000 （第35屆） | 《戀愛講義》／中華電視公司                 |

### 娛樂諧趣綜藝節目獎（第36屆）
| 年度 （屆數）   | 電視作品                                 |
| --------------- | ---------------------------------------- |
| 2001 （第36屆） | 《無敵星期六》／中華電視股份有限公司     |
| 2001 （第36屆） | 《世界大不同》／年代網際事業股份有限公司 |
| 2001 （第36屆） | 《青春大王》／數位製作事業有限公司       |
| 2001 （第36屆） | 《奇怪奇怪真奇怪》／三立影視股份有限公司 |
| 2001 （第36屆） | 《哇別！靚廣告》／緯來企業股份有限公司   |

### 娛樂綜藝節目獎（第36屆～第38屆）
| 年度 （屆數）   | 電視作品                                              |
| --------------- | ----------------------------------------------------- |
| 2001 （第36屆） | 《台灣紅歌星》／八大國際傳播股份有限公司              |
| 2001 （第36屆） | 《太陽計劃-奮起吧！哈業族》／台灣電視事業股份有限公司 |
| 2001 （第36屆） | 《勁歌金曲》／中華電視股份有限公司                    |
| 2001 （第36屆） | 《超級星期天》／中華電視股份有限公司                  |
| 2001 （第36屆） | 《搞笑VERY MUCH》／年代網際事業股份有限公司           |
| 2002 （第37屆） | 《世界非常奇妙》／中國電視事業股份有限公司            |
| 2002 （第37屆） | 《大冒險家》／八大電視股份有限公司                    |
| 2002 （第37屆） | 《世界大不同》／年代網際事業股份有限公司              |
| 2002 （第37屆） | 《超級星期天》／中華電視股份有限公司                  |
| 2002 （第37屆） | 《愛的任務》／台灣電視事業股份有限公司                |
| 2003 （第38屆） | 《兩代電力公司》／聯意製作股份有限公司                |
| 2003 （第38屆） | 《2100全民亂講》／中天電視股份有限公司                |
| 2003 （第38屆） | 《大冒險家》／八大電視股份有限公司                    |
| 2003 （第38屆） | 《生活智慧王》／東森華榮傳播事業股份有限公司          |
| 2003 （第38屆） | 《綜藝大哥大》／中國電視事業股份有限公司              |

### 綜藝節目獎（第39屆、第40屆）
| 年度 （屆數）   | 電視作品                                 |
| --------------- | ---------------------------------------- |
| 2004 （第39屆） | 《綜藝大集合》／百是傳播股份有限公司     |
| 2004 （第39屆） | 《大冒險家》／八大電視股份有限公司       |
| 2004 （第39屆） | 《康熙來了》／中天電視股份有限公司       |
| 2004 （第39屆） | 《綜藝大哥大》／頤合製作有限公司         |
| 2004 （第39屆） | 《快樂星期天》／中華電視股份有限公司     |
| 2005 （第40屆） | 《全民大悶鍋》／中天電視股份有限公司     |
| 2005 （第40屆） | 《綜藝大哥大》／頤合製作有限公司         |
| 2005 （第40屆） | 《冷知識轟趴》／年代網際事業股份有限公司 |
| 2005 （第40屆） | 《兩代電力公司》／聯意製作股份有限公司   |
| 2005 （第40屆） | 《快樂星期天》／中華電視股份有限公司     |

### 娛樂綜藝節目獎（第41屆～第43屆）
| 年度 （屆數）   | 電視作品                                             |
| --------------- | ---------------------------------------------------- |
| 2006 （第41屆） | 《綜藝大哥大》／中國電視事業股份有限公司             |
| 2006 （第41屆） | 《全民大悶鍋》／中天電視股份有限公司                 |
| 2006 （第41屆） | 《國光幫幫忙》／三立電視股份有限公司                 |
| 2006 （第41屆） | 《康定路八號》／八大電視股份有限公司                 |
| 2006 （第41屆） | 《康熙來了》／中天電視股份有限公司                   |
| 2007 （第42屆） | 《超級星光大道》／中國電視事業股份有限公司           |
| 2007 （第42屆） | 《全民大悶鍋》／金星娛樂事業股份有限公司             |
| 2007 （第42屆） | 《我愛黑澀會》／香港商亞太星空傳媒有限公司台灣分公司 |
| 2007 （第42屆） | 《周日八點黨》／全能製作股份有限公司                 |
| 2007 （第42屆） | 《綜藝大哥大》／頤合製作有限公司                     |
| 2008 （第43屆） | 《綜藝大贏家》／民間全民電視股份有限公司             |
| 2008 （第43屆） | 《全民最大黨》／中天電視股份有限公司                 |
| 2008 （第43屆） | 《我猜我猜我猜猜猜》／中國電視事業股份有限公司       |
| 2008 （第43屆） | 《哈林國民學校》／台灣電視事業股份有限公司           |
| 2008 （第43屆） | 《超級星光大道》／中國電視事業股份有限公司           |

### 綜藝節目獎（第44屆～至今）
| 年度 （屆數）   | 電視作品 |
| --------------- | --- |
| 2009 （第44屆） | 《全民最大黨》／中天電視股份有限公司                                                                            |
| 2009 （第44屆） | 《我猜我猜我猜猜猜》／中國電視事業股份有限公司                                                                  |
| 2009 （第44屆） | 《挑戰101》／全能製作股份有限公司                                                                               |
| 2009 （第44屆） | 《超級星光大道》／中國電視事業股份有限公司                                                                      |
| 2009 （第44屆） | 《舞林大道》／金星娛樂事業有限公司                                                                              |
| 2010 （第45屆） | 《百萬小學堂》／台灣電視事業股份有限公司                                                                        |
| 2010 （第45屆） | 《全民最大黨》／中天電視股份有限公司                                                                            |
| 2010 （第45屆） | 《超級星光大道》／中國電視事業股份有限公司                                                                      |
| 2010 （第45屆） | 《超級偶像》／三立電視股份有限公司                                                                              |
| 2010 （第45屆） | 《鑽石夜總會》／台灣電視事業股份有限公司                                                                        |
| 2011 （第46屆） | 《全民最大黨》／中天電視股份有限公司                                                                            |
| 2011 （第46屆） | 《百萬小學堂》／自由製作事業有限公司                                                                            |
| 2011 （第46屆） | 《陶子藝言堂》／野火娛樂事業有限公司                                                                            |
| 2011 （第46屆） | 《綜藝大哥大》／頤合製作有限公司                                                                                |
| 2011 （第46屆） | 《食尚玩家》／聯意製作股份有限公司                                                                              |
| 2012 （第47屆） | 《超級模王大道》／中國電視事業股份有限公司                                                                      |
| 2012 （第47屆） | 《台灣紅歌100年》／財團法人公共電視文化事業基金會                                                               |
| 2012 （第47屆） | 《客家新樂園Hot Music》／客家電視台                                                                             |
| 2012 （第47屆） | 《超級夜總會》／三立電視股份有限公司                                                                            |
| 2012 （第47屆） | 《豬哥會社》／民間全民電視股份有限公司                                                                          |
| 2013 （第48屆） | 《金頭腦》／超級傳播股份有限公司                                                                                |
| 2013 （第48屆） | 《紅白紅白我勝利》／台灣電視事業股份有限公司                                                                    |
| 2013 （第48屆） | 《部落星舞台》／原住民族電視台                                                                                  |
| 2013 （第48屆） | 《華人星光大道》／華星娛樂股份有限公司                                                                          |
| 2013 （第48屆） | 《樂光寶盒Music Box》／台灣電視事業股份有限公司                                                                 |
| 2014 （第49屆） | 《超級夜總會》／三立電視股份有限公司                                                                            |
| 2014 （第49屆） | 《Super Star 我要當歌手》／臺灣電視事業股份有限公司                                                             |
| 2014 （第49屆） | 《王子的約會》／臺灣電視事業股份有限公司                                                                        |
| 2014 （第49屆） | 《最強大國民》／中國電視事業股份有限公司                                                                        |
| 2014 （第49屆） | 《萬秀豬王》／映畫傳播事業股份有限公司                                                                          |
| 2015 （第50屆） | 《全球中文音樂榜上榜》／聯意製作股份有限公司                                                                    |
| 2015 （第50屆） | 《Super Star 我要當歌手》／臺灣電視事業股份有限公司                                                             |
| 2015 （第50屆） | 《音樂萬萬歲3》／財團法人公共電視文化事業基金會                                                                 |
| 2016 （第51屆） | 《星光大道》／中華電視股份有限公司、酷瞧新媒體股份有限公司、金星娛樂事業股份有限公司                            |
| 2016 （第51屆） | 《Vulayan圓夢舞台》／財團法人原住民族文化事業基金會、異象國際傳播有限公司                                       |
| 2016 （第51屆） | 《全球中文音樂榜上榜》／聯意製作股份有限公司                                                                    |
| 2016 （第51屆） | 《音樂萬萬歲3》／財團法人公共電視文化事業基金會                                                                 |
| 2016 （第51屆） | 《娛樂百分百》／八大電視股份有限公司                                                                            |
| 2017 （第52屆） | 《舞力全開》／民間全民電視股份有限公司                                                                          |
| 2017 （第52屆） | 《Fighting吧！天團》／年代網際事業股份有限公司                                                                  |
| 2017 （第52屆） | 《全球中文音樂榜上榜》／聯利媒體股份有限公司                                                                    |
| 2017 （第52屆） | 《娛樂百分百》／八大電視股份有限公司                                                                            |
| 2017 （第52屆） | 《綜藝大熱門》／三立電視股份有限公司、好看娛樂製作股份有限公司                                                  |
| 2018 （第53屆） | 《閃亮的年代》／財團法人公共電視文化事業基金會                                                                  |
| 2018 （第53屆） | 《大聲 MY 客風》／客家電視台、異象國際傳播有限公司                                                              |
| 2018 （第53屆） | 《小明星大跟班》／中天電視股份有限公司、金星娛樂股份有限公司                                                    |
| 2018 （第53屆） | 《冰冰show》／中國電視事業股份有限公司                                                                          |
| 2018 （第53屆） | 《綜藝大集合》／民間全民電視股份有限公司、大藝娛樂企業有限公司                                                  |
| 2019 （第54屆） | 《聲林之王》／東森新媒體控股股份有限公司、量子娛樂製作股份有限公司                                              |
| 2019 （第54屆） | 《小明星大跟班》／中天電視股份有限公司、金星娛樂事業股份有限公司                                                |
| 2019 （第54屆） | 《台灣金頌》／財團法人公共電視文化事業基金會                                                                    |
| 2019 （第54屆） | 《圓夢心舞台》／財團法人慈濟傳播人文志業基金會                                                                  |
| 2019 （第54屆） | 《綜藝大熱門》／三立電視股份有限公司、好看娛樂製作股份有限公司                                                  |
| 2020 （第55屆） | 《綜藝大熱門》／三立電視股份有限公司、好看娛樂製作股份有限公司                                                  |
| 2020 （第55屆） | 《台灣金頌》／財團法人公共電視文化事業基金會、奇妙創造股份有限公司                                              |
| 2020 （第55屆） | 《音樂萬萬歲 第4號作品》／財團法人公共電視文化事業基金會                                                        |
| 2020 （第55屆） | 《話山話水話玲瓏》／財團法人公共電視文化事業基金會—公視臺語台、全能製作股份有限公司                             |
| 2020 （第55屆） | 《聲林之王 聲境傳奇》／量子娛樂製作股份有限公司                                                                 |
| 2021 （第56屆） | 《菱格世代DD52》／野火娛樂製作有限公司、聯聯看娛樂文化股份有限公司                                              |
| 2021 （第56屆） | 《36題愛上你》／財團法人公共電視文化事業基金會                                                                  |
| 2021 （第56屆） | 《Semenay我們的歌》／財團法人原住民族文化事業基金會                                                             |
| 2021 （第56屆） | 《一個都不能少》／八大電視股份有限公司、友松娛樂股份有限公司                                                    |
| 2021 （第56屆） | 《畫說Lulu》／斯爾夫股份有限公司                                                                                |
| 2022 （第57屆） | 《大嘻哈時代》／聯鑫行銷股份有限公司、三立電視股份有限公司、好看娛樂製作股份有限公司                            |
| 2022 （第57屆） | 《#T-POP我們聽大的!!》／聯利媒體股份有限公司、、豐采節目製作股份有限公司                                        |
| 2022 （第57屆） | 《HiHi導覽先生》／財團法人公共電視文化事業基金會-公視臺語台、奇妙創造股份有限公司                               |
| 2022 （第57屆） | 《婚禮歌手》／友松娛樂股份有限公司                                                                              |
| 2022 （第57屆） | 《熙娣想聊》／影響原創影視股份有限公司、泰坦星文創影視股份有限公司                                              |
| 2023 （第58屆） | 《最強綜藝秀》／民間全民電視股份有限公司、金是傳媒行銷企業有限公司                                              |
| 2023 （第58屆） | 《FeatChill フィーチャ》／安大風有限公司                                                                        |
| 2023 （第58屆） | 《大嘻哈時代2》／聯鑫行銷股份有限公司、三立電視股份有限公司、源活國際娛樂整合行銷股份有限公司、我的檔期有限公司 |
| 2023 （第58屆） | 《原子少年》／踢帕娛樂股份有限公司、野火娛樂製作有限公司                                                        |
| 2023 （第58屆） | 《綜藝大熱門》／三立電視股份有限公司、好看娛樂製作股份有限公司                                                  |
| 2024 （第59屆） | 《未來少女 NEXT GIRLZ》／未來少女股份有限公司、踢帕娛樂股份有限公司、野火娛樂製作有限公司                       |
| 2024 （第59屆） | 《MUSIC MAKER 音樂主理人》／霹靂國際多媒體股份有限公司                                                          |
| 2024 （第59屆） | 《全明星辯論會》／三立電視股份有限公司、泰坦星文創影視股份有限公司                                              |
| 2024 （第59屆） | 《怪客臨門》／客家電視台                                                                                        |
| 2024 （第59屆） | 《綜藝大熱門》／三立電視股份有限公司、好看娛樂製作股份有限公司                                                  |
| 2025 （第60屆） | |
|                 | |
|                 | |
|                 | |
|                 | |

## 外部連結
- 廣播電視金鐘獎官方網站 （页面存档备份，存于）
- 歷屆電視金鐘獎得獎入圍名單 （页面存档备份，存于），文化部影視及流行音樂產業局